# Константин Гершелман
Константин Иванович Гершелман (на руски: Константин Иванович Гершельман) е руски офицер, генерал от пехотата. Участник в Руско-турската война (1877-1878).

## Биография
Константин Гершелман е роден на 2 декември 1825 г. в Санктпетербургска губерния в семейството на потомствен дворянин от тюрингския род Гершелман. Посвещава се на военното поприще. Завършва Павловския военен корпус с производство първо офицерско звание прапоршчик (1844). Получава назначение в лейбгвардейския Павловски полк. Завършва Императорската военна академия през 1848 г. и служи на различни длъжности в Генералния щаб на Руската армия.
Участва в потушаването на Унгарското въстание (1848 – 1849)Унгарската кампания (1849). При форсирането на река Тиса е контузен. Продължава службата в Генералния щаб. Повишен е във военно звание генерал-майор през 1864 г. и е помощник на началниа на щаба на Санктпетербургския военен окръг. Повишен е във военно звание генерал-лейтенант от 1873 г. и генерал-адютант от 1876 г.
Участва в Руско-турската война (1877-1878). Назначен е за командир на 24-та пехотна дивизия от състава на 1-ви армейски корпус. В началото на октомври 1877 г. дивизията сменя руски части на Шипченския проход. Заповедта е да се удържи връх Шипка независимо от османските атаки, суровите зимни атмосферни условия и недобрата екипировка. Дивизията на генерал-адютант Константин Гершелман отстоява позицията до 6 декември 1877 г. в най-трудния период от Зимното стоене на Шипка. Цената е 5425 болни и измръзнали руски офицери и войници. Наричат я често Замръзналата дивизия и Мъчениците на Шипка. Изтеглена е за възстановяване в град Габрово.
След войната продължава службата в гвардията на Санктпетербургския военен окръг. Повишен е в звание генерал от пехотата от 1894 г.
Родственици: син Сергей Гершелман, генерал от пехотата; син Фьодор Гершелман, генерал от кавалерията.